# Umm en Nayim
Umm en Nayim är en ö i Eritrea. Den ligger i den östra delen av landet, 170 km öster om huvudstaden Asmara.